# Ievgueni Gnedine
Pour l'astéroïde de la ceinture principale d'astéroïdes, voir (5084) Gnedin.
 (novembre 2015).
Si vous disposez d'ouvrages ou d'articles de référence ou si vous connaissez des sites web de qualité traitant du thème abordé ici, merci de compléter l'article en donnant les références utiles à sa vérifiabilité et en les liant à la section « Notes et références ».
Ievgueni Alexandrovitch Gnedine (en russe : Евгений Александрович Гнедин) est un diplomate et journaliste soviétique, né le 29 novembre 1898 à Dresde, en Allemagne, et décédé le 14 août 1983 à Moscou, en Union soviétique. Il fut une victime de la répression stalinienne et un dissident soviétique.

## Biographie
Ievgueni Gnedine est le fils du révolutionnaire russe Alexandre Parvus, installé en Allemagne et membre du Parti social-démocrate d'Allemagne. Il vint en Russie avec sa mère, Tatiana Berman, en 1904. En 1916, il acheva ses études secondaires à Odessa et entra à la faculté de médecine de l'université d'Odessa. En mars 1919, pendant la guerre civile, il s'engagea dans les rangs des partisans contre les blancs.
De 1922 à 1935, il exerça différentes responsabilités au sein du commissariat du peuple aux Affaires étrangères. De février 1935 à juin 1937, il fut premier secrétaire de l'ambassade soviétique à Berlin. Il revint ensuite à Moscou où il dirigea le service de presse du ministère des Affaires étrangères, notamment pendant les fameux procès de Moscou.
Ievgueni Gnedine fut arrêté en 1939 et plaida non coupable aux accusations portées contre lui, bien qu'il ait été torturé plusieurs fois au cours de l'enquête. Il fut d'abord détenu à la prison Soukhanovo, près de Moscou, un établissement pénitentiaire établi en 1938 par le NKVD pour accueillir les « ennemis du peuple » particulièrement dangereux. Après la fin de l'enquête, en 1941, il fut condamné à 10 ans de prison et à l'exil permanent. Le 16 juillet 1953, après la mort de Staline, il écrivit une lettre au praesidium du comité central du PCUS. Il fut réhabilité en octobre 1956 puis réintégré dans le Parti communiste.
À partir de 1956, il s'engagea activement dans le journalisme et dans la défense des droits de l'Homme. Il fut un ami d'Andreï Sakharov. En signe de protestation, il quitta le Parti communiste en 1979. 
Ievgueni Gnedine est décédé le 14 août 1983 à Moscou, à l'hôpital Botkine. Il avait épousé Nadejna Markovna Gnedina, née Brody (1905-1991), écrivain et traductrice, et eut une fille, Tatiana Ievguevna Gnedina (née en 1924), physicienne et auteure de science-fiction.